# W samym sercu morza (film)
W samym sercu morza (ang. In the Heart of the Sea) – amerykański film przygodowy z 2015 roku w reżyserii Rona Howarda. Zdjęcia plenerowe kręcono na Wyspach Kanaryjskich (La Gomera, Lanzarote).

## Zarys fabuły
Film opowiada prawdziwą historię statku wielorybniczego Essex, który w 1819 roku został staranowany przez kaszalota i zatonął.
Akcja filmu toczy się z perspektywy młodego marynarza Toma Nickersona, który po wielu latach opowiada tę historię pisarzowi Hermanowi Melville’owi. Film pokazuje, że opowieść Nickersona zainspirowała Melville’a do napisania Moby Dicka.

## Obsada
- Chris Hemsworth jako Owen Chase
- Benjamin Walker jako George Pollard
- Cillian Murphy jako Matthew Joy
- Brendan Gleeson jako stary Tom Nickerson
- Ben Whishaw jako Herman Melville
- Michelle Fairley jako Pani Nickerson
- Tom Holland jako młody Tom Nickerson